# Harpyodus
Harpyodus is een geslacht van uitgestorven zoogdieren behorend tot de Pantodonta dat tijdens het Paleoceen in oostelijk Azië leefde. 

## Taxonomie
Harpyodus is het enige geslacht uit de familie Harpyodidae. Het geslacht omvat drie soorten: de typesoort H. euros (Qiu & Li, 1977), H. decorus (Wang, 1979) en H. progressus (Huang & Zheng, 1997). 

## Fossiele vondsten
Fossielen van Harpyodus zijn gevonden in de Volksrepubliek China. De drie soorten leefden tijdens verschillende delen van het Paleoceen. H. euros is de oudste soort en leefde tijdens het Vroeg-Paleoceen, tijdens de Asian land mammal age Shanghuan. De andere twee soorten leefden tijdens latere delen van het Paleoceen, te weten het Nongshanian (H. decorus) en Gashatan (H. progressus).

## Kenmerken
Harpyodus was een insectivoor met het formaat van een marmot en kon mogelijk klimmen.